# Distocambarus
Distocambarus é um género de crustáceo da família Cambaridae.

## Espécies
- Distocambarus carlsoni Hobbs, 1983
- Distocambarus crockeri Hobbs & Carlson, 1983
- Distocambarus devexus (Hobbs, 1981) – Vulnerável[1]
- Distocambarus hunteri Fitzpatrick & Eversole, 1997
- Distocambarus youngineri Hobbs & Carlson, 1985 – Vulnerável[2]